# チキリンばやし

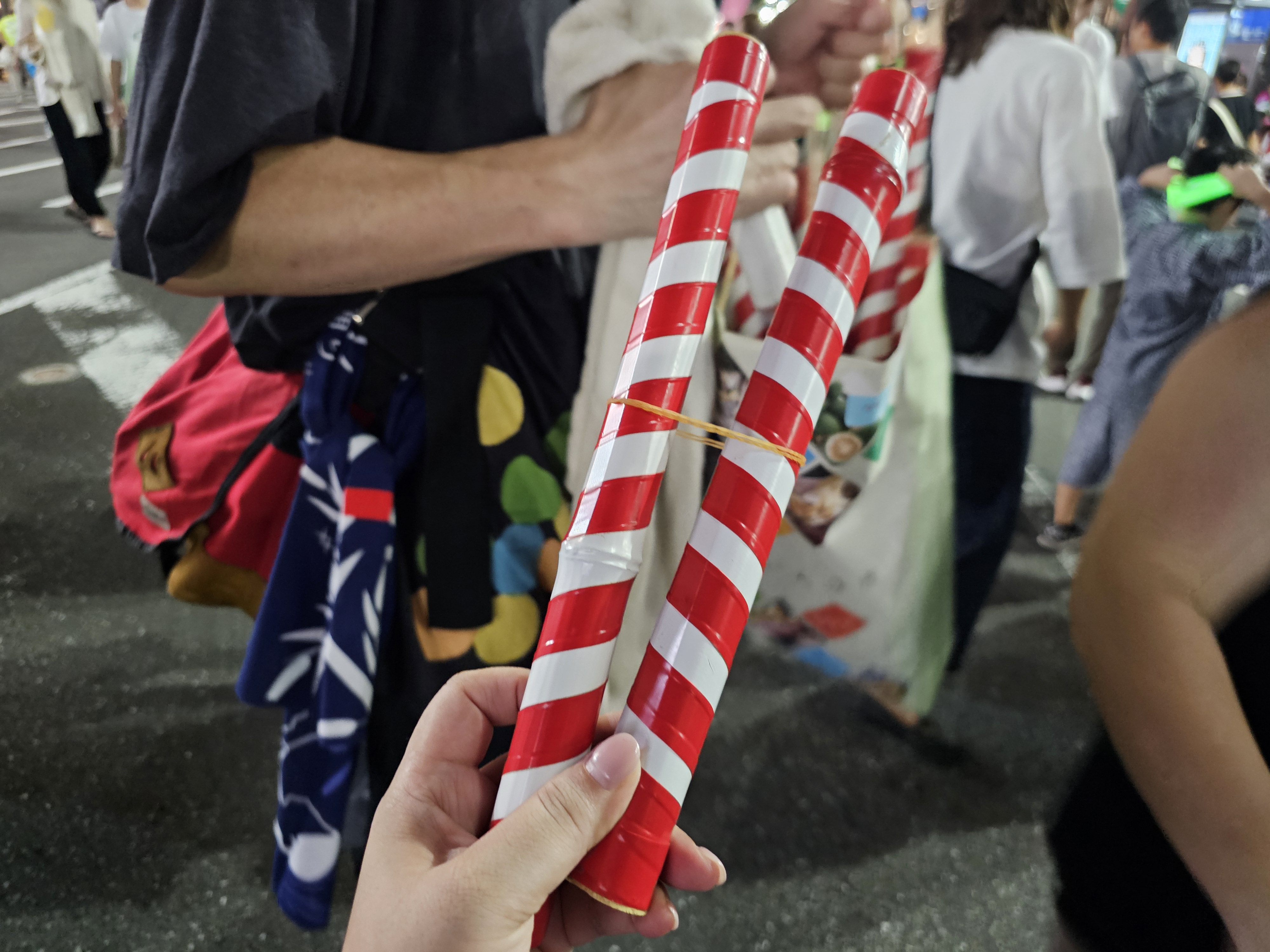
チキリン囃子に用いられる。チキリン棒

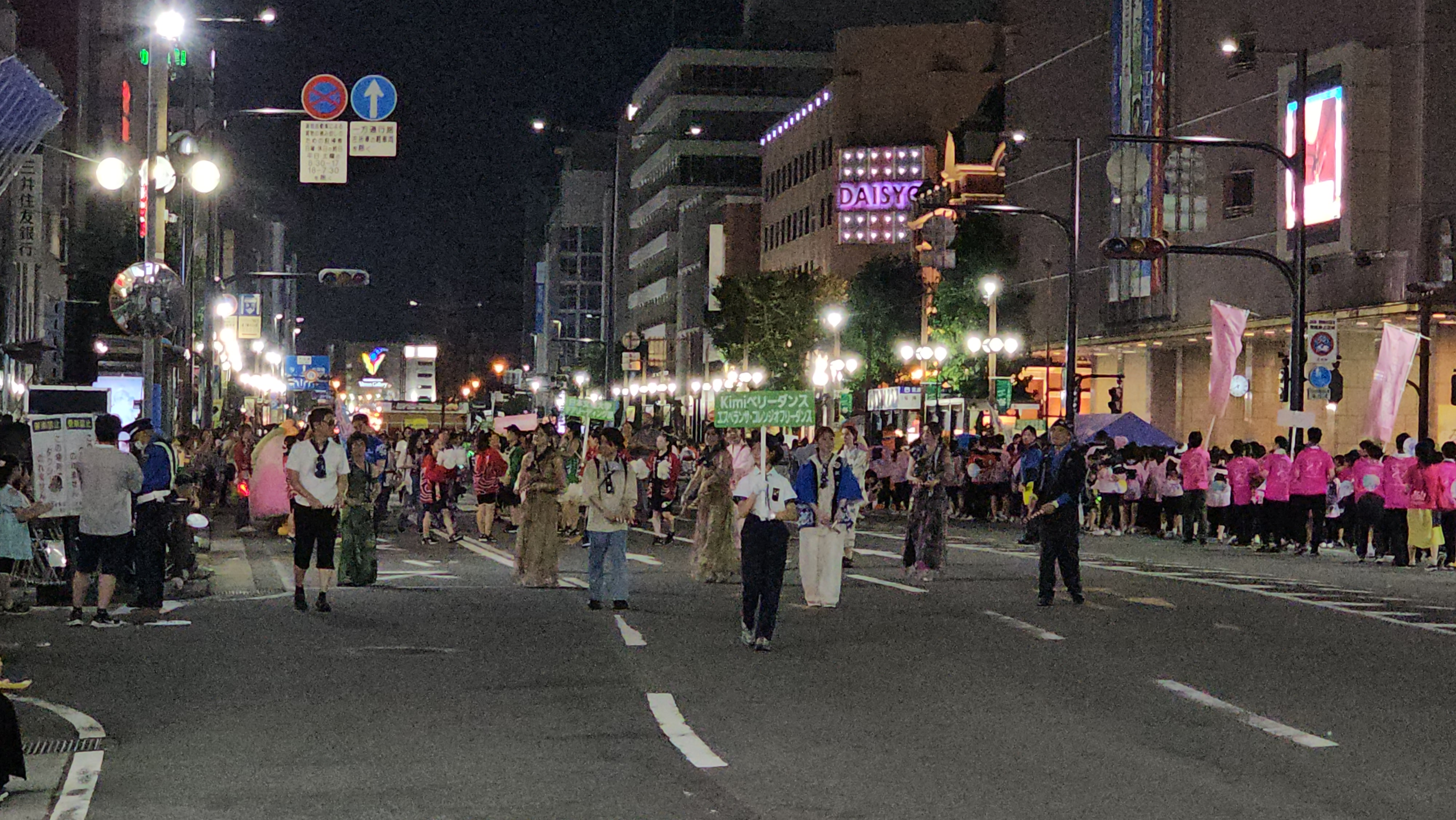
チキリンばやし市民総おどり

チキリンばやしは、1970年（昭和45年）に制作された大分県大分市の新民謡。作詞 渡辺克己・加藤真一郎、作曲 加藤正人、編曲 市川昭介。1971年（昭和46年）には都はるみによるレコードも発売されている。

## 経緯
大分市には伝統的に開催されてきた大きな祭りがなく、また、祭りの時に踊る独自の踊りや唄もなかった。そこで、大分市独自の踊りを作ろうという気運が盛り上がり、1970年（昭和45年）4月に制作準備委員会が発足。大分市民の作詞、作曲、振り付けの専門家ら十数名の専門委員が制作に取りかかった。まず、大分方言を取り入れた詞が完成。次いで大分に古くから伝わるチキリン（鉦）のリズムにメロディを付けた曲ができ、振り付けが作られた。
完成した曲と踊りは同年9月9日のチキリンばやし推進実行委員会で披露され、9月29日には大分文化会館大ホールで一般向けの発表会が開催された。1971年（昭和46年）4月には都はるみの歌唱によるレコードが日本コロムビアから全国発売されている。なお、チキンばやしは9番まであるが、レコードではその中から1番、6番、5番、3番が抜粋されてその順で収録されている。
毎年8月第1週に大分市で開催される大分七夕まつりでは、チキリンばやし市民総おどり大会が行われている。